# Pavol David
Pavol David, též Pavol Dávid (19. března 1899 Kátov – 4. nebo 5. prosince 1970 Bratislava), byl slovenský a československý politik Komunistické strany Slovenska a poúnorový poslanec Národního shromáždění ČSR a Národního shromáždění ČSSR.

## Biografie
Ve volbách do Národního shromáždění roku 1948 byl zvolen do Národního shromáždění za KSČ ve volebním kraji Žilina. Mandát získal znovu ve volbách v roce 1954 (volební obvod Piešťany) a volbách v roce 1960 (nyní již jako poslanec Národního shromáždění ČSSR). V parlamentu zasedal do konce funkčního období, tedy do voleb v roce 1964. Podílel se na projednávání nové ústavy ČSSR z roku 1960.
Ve volbách roku 1960 byl rovněž zvolen do Slovenské národní rady.
Zastával i významné stranické posty. V letech 1949–1952 působil jako vedoucí tajemník Krajského výboru KSS v Žilině, v letech 1950–1966 byl členem Ústředního výboru Komunistické strany Slovenska a v období let 1952–1963 navíc členem předsednictva a tajemníkem ÚV KSS. Na celostátní konferenci byl v prosinci 1952 zvolen kandidátem Ústředního výboru Komunistické strany Československa. Ve funkci ho potvrdil X. sjezd KSČ, XI. sjezd KSČ a XII. sjezd KSČ. Od června 1958 do prosince 1962 byl rovněž členem politického byra ÚV KSČ. V roce 1955 mu byl udělen Řád republiky a v roce 1959 Řád Klementa Gottwalda. V roce 1954 zasedal ve zvláštní komisi, která při ÚV KSS působila pro politické zabezpečení procesu s Gustávem Husákem ve vykonstruovaném obvinění Husáka z takzvaného buržoazního nacionalismu. Představoval centralistické a stalinistické křídlo slovenských komunistů.
V polovině 50. let z titulu své funkce tajemníka ÚV KSS výrazně ovlivňoval politiku menších nekomunistických stran (například Strana slobody), do jejichž vnitrostranických poměrů zasahoval. V roce 1957 přímo inicioval spuštění politického procesu, v němž byl obžalován poslanec za Stranu slovenské obrody Ignác Jančár z protistátní činnosti a byl odsouzen na tři roky do vězení. Historik Jan Rychlík nevylučuje, že právě konzervativní funkcionáři jako Pavol David a Karol Bacílek byli iniciátory změn, v jejichž rámci v roce 1960 zanikl Sbor pověřenců a došlo k dalšímu omezení pravomocí slovenských orgánů v rámci Československa.
Jeho politická kariéra skončila počátkem 60. let. Když roku 1963 Kolderova komise rekapitulovala politické procesy 50. let a revidovala některé tehdejší kauzy, byl David donucen k odchodu z vrcholných funkcí.